# Campeonato Citadino de Sorocaba de 1954
O Campeonato de Futebol da Liga Sorocaba de Futebol (LISOFU) de 1954 foi a décima oitava edição do Campeonato Citadino de Sorocaba, também chamado de Torneio III Centenário, em comemorações aos 300 anos da fundação de Sorocaba.
Disputado entre 12 de Setembro de 1954 e 23 de Janeiro de 1955, teve o Estrada como campeão, invicto, e o São Bento na segunda colocação.
A princípio o Fortaleza estava inscrito no campeonato porém desistiu antes mesmo do início. 
Antes do Campeonato Citadino houve um Torneio Início, promovido pela LISOFU, onde o Estrada também saiu vencedor.
A Lisofu organizou também o Torneio III Centenário - Segunda Divisão, onde o Corinthians de Votorantim foi o grande campeão, repetindo o feito do Corinthians da capital que venceu o Torneio do IV Centenário.

## Participantes
- Associação Atlética Scarpa
- Esporte Clube São Bento
- Estrada de Ferro Sorocabana Futebol Clube
- Fortaleza Clube
- Juventus Futebol Clube

## Torneio Início
|  | Eliminatória | Eliminatória | Eliminatória |  |  | Semifinais | Semifinais | Semifinais |  |  | Finais | Finais  | Finais |
|  |              |              |              |  |  |            |            |            |  |  |        |         |        |
|  |              |              |              |  |  |            | Scarpa     | 1          |  |  |        |         |        |
|  |              | Scarpa       | 1            |  |  |            | São Bento  | 0          |  |  |        |         |        |
|  |              | Fortaleza    | 0            |  |  |            |            |            |  |  |        | Scarpa  | 0      |
|  |              |              |              |  |  |            |            |            |  |  |        | Estrada | 1      |
|  |              |              |              |  |  |            | Juventus   | 0          |  |  |        |         |        |
|  |              |              |              |  |  |            | Estrada    | 2          |  |  |        |         |        |

## Tabela
PRIMEIRO TURNO
12/09 - Estrada 1x0 Juventus
24/10 - Juventus 2x2 São Bento
07/11 - Scarpa 3x2 Juventus
07/11 - Estrada 1x1 São Bento
14/11 - São Bento 3x2 Scarpa
21/11 - Scarpa 2x3 Estrada
SEGUNDO TURNO
05/12 - Juventus 1x6 Estrada
12/12 - Scarpa 1x3 São Bento
19/12 - Scarpa 0x3 Estrada
09/01/1955 - São Bento 2x1 Juventus
16/01 - Juventus 2x2 Scarpa
23/01 - São Bento 0x1 Estrada

## Classificação final
| Tabela de classificação | Tabela de classificação | Tabela de classificação | Tabela de classificação | Tabela de classificação | Tabela de classificação | Tabela de classificação | Tabela de classificação | Tabela de classificação | Tabela de classificação | Tabela de classificação |
| Pos. | Time                    | J                       | PG                      | V                       | E                       | D                       | GP                      | GS                      | SG                      |                         |
| --- | ----------------------- | ----------------------- | ----------------------- | ----------------------- | ----------------------- | ----------------------- | ----------------------- | ----------------------- | ----------------------- | ----------------------- |
| 1 | Estrada                 | 6                       | 11                      | 5                       | 1                       | 0                       | 15                      | 4                       | 11                      |                         |
| 2 | São Bento               | 6                       | 8                       | 3                       | 2                       | 1                       | 11                      | 8                       | 3                       |                         |
| 3 | Scarpa                  | 6                       | 3                       | 1                       | 1                       | 4                       | 10                      | 16                      | -6                      |                         |
| 4 | Juventus                | 6                       | 2                       | 0                       | 2                       | 4                       | 8                       | 16                      | -8                      |                         |
| J - Jogos; PG - Pontos ganhos; V - Vitórias; E - Empates; D - Derrotas; GP - Gols Pró; GC - Gols contra; SG - Saldo de gols |                         |                         |                         |                         |                         |                         |                         |                         |                         |                         |

## Premiação
| Campeão Amador de Sorocaba de 1954 |
| ---------------------------------- |
| Estrada (4º título)                |

## Referência
1. ↑  «Campeonatos comemorativos ao Terceiro Centenário de Sorocaba». Jornal Cruzeiro do Sul. 17 de agosto de 1954